# René Panhard
René Panhard (Louis François René Panhard) (Paris, Francia, 27 de mayo de 1841 -  La Bourboule, 14 de julio de 1908) fue un ingeniero mecánico francés, pionero de la industria del automóvil francesa.
Después de graduarse en la École centrale Paris, trabajó en Jean-Louis Périn, empresa de producción de maquinaria para trabajar la madera, en la cual se conoció con Émile Levassor. Ellos establecieron su propia firma, Panhard & Levassor, la cual produjo su primer automóvil en 1890.
Panhard también fue alcalde de Thiais, en el departamento del Valle del Marne.